# Ciuriceni
Ciuriceni (în bulgară Чуричени) este un sat în Obștina Petrici, Regiunea Blagoevgrad, Bulgaria.

## Demografie
Componența etnică a satului Ciuriceni
     Bulgari (97,6%)
     Nicio identificare (2,39%)
     Altele (0%)
La recensământul din 2011, populația satului Ciuriceni era de 167 locuitori. Din punct de vedere etnic, majoritatea locuitorilor (97,6%) erau bulgari. Pentru 2,39% din locuitori nu este cunoscută apartenența etnică.